# Sotirios Kyrgiakos
Sotirios Kyrgiakos - em grego, Σωτήρης Κυργιάκος - (Trikala, 23 de julho de 1979) é um ex-futebolista profissional grego que atuava como zagueiro. 

## Títulos

### Clubes
- Panathinaikos
  - Campeonato Grego: 2004
  - Copa da Grécia: 2004
- Rangers
  - Scottish Premier League: 2005
  - Scottish League Cup: 2005[1]